# Ianuarie negru
Ianuarie negru (Qara Yanvar în azeră), reprimarea violentă a mișcării naționale de eliberare din Azerbaidjan de către conducerea Uniunii Sovietice prin folosirea armatei regulate.

## Precedente violente
După anul 1988, în diferite regiunii din Uniunea Sovietică au luat un nou impuls mișcările naționale. Cele mai mari mișcări antisovietice au ieșit în evidență în țările baltice și în Caucazul de Sud. Regimul de la Moscova înțelegea pericolul mișcărilor respective din punct de vedere destrămării al Uniunii Sovietice și din această cauză nu a ezitat să folosească orice mijloc posibil pentru prăbușirea lor. Așa s-a întâmplat cu manifestațiile de independența și nesupunerile civice din Tbilisi (9 aprilie 1989) rezultate cu 14 morți sau ca cele de la Vilnius (13 ianuarie 1991) soldate cu 13 morți. Dar, cea mai sângeroasă represiune asupra civililor care doreau libertate a fost în capitala R.S.S. Azerbaidjană, Baku.

## Ascensiunea mișcării anti-sovietice din Azerbaidjan
Rezistența antisovietică din Azerbaidjan și-a făcut simțită prezența încă din anul 1988, când oamenii cuprinși de dorința libertății au refuzat să părăsească piața centrală V.I. Lenin (actuala Piață a Libertății) din orașul Baku, timp de 18 zile(17 noiembrie-5 decembrie), fapt fără precedent pentru U.R.S.S. care a rezolvat criza abia după intervenția violentă a tancurilor sovietice. Iluzia sufocării mișcării de eliberare națională a luat sfârșit, în august 1989, atunci când s-a înființat Frontul Popular din Azerbaidjan, o forță alternativă Partidului Comunist. Un nou val de mișcări populare urmate de greve la nivel național a atins apogeul spre sfârșitul anului 1989, în același timp cu revoluția din România.
Pentru prima oară în istoria U.R.S.S.-ului exista pericolul real al câștigării puterii de către forțele anticomuniste și al înlăturării regimului tradițional din Azerbaidjan, ceea ce se întâmplase deja în diferite județe din republică(evenimentele din județul Djalilabad, 1989).
Spre luna decembrie a anului 1989, observând neputința organelor executive comuniste azere, Moscova a început să instaleze în capitala Azerbaidjanului trupele complementare ale armatei sovietice(66.000 ofițeri și soldați), în condițiile în care în oraș erau deja prezenți 110.000 soldați, securiști și polițiști.
Ministrul Apărării, Dimitri Iazov "a argumentat" mai târziu măcelul din Baku prin faptul că armata sovietică a vrut doar să prevină obținerea puterii în Azerbaidjan de către forțele opoziției democrate care și-au anticipat victoria in alegerile libere organizate pentru luna martie a anului 1990. De fapt, Kremlinul a dorit distrugerea opoziției ca forță politică, permițând astfel Partidului Comunist să rămână la putere.

## Operațiunea "Udar"
În 19 ianuarie 1990 blocul energetic al televiziunii azere a fost ținta unui atac al trupelor sovietice de diversiune, urmarea directă a acestuia fiind întreruperea emisiei postului național pe teritoriul republicii. În oraș au sosit miniștrii de Interne și al Apărării, precum și alți demnitari de stat. Pentru păstrarea regimului comunist și nimicirea mișcării naționale, din ordinul Kremlinului, în noaptea de 19/20 ianuarie, la ora locală 22:40, prin toate întrările din Baku a intervenit armata sovietică alcătuită din 35.000 de soldați. Demonstranții încercau să împiedice intrarea lor în oraș.
Operațiunea secretă codificată "Udar" ("Lovitura"), era organizată de Ministerul Apărării, K.G.B. și Ministerul de Interne ale Uniunii Sovietice, rolul esențial fiind încredințat trupelor speciale "Alfa" și trupelor de diversiune "A". Acestea acționau conform stării de urgență declarată de Prezidiul Sovietului Suprem al U.R.S.S., act care a fost semnat de președintele Mihail Gorbaciov și anunțat publicului azer ulterior când 82 cetățeni fuseseră deja uciși și 20 de persoane fuseseră grav răniți pe străzile din Baku.
Una dintre cele mai mari confruntări s-a desfășurat la intrarea nordică din capitală, în "Piața Armata Roșie a XI-a" aflată în centrul orașului unde se află și monumentul "eroilor" care în 1920 a ocupat Republica Azerbaidjan provocând 48.000 de morți. Spre dimineață majoritatea demonstranților s-au adunat în piață și au încercuit monumentul. Tancurile s-au apropiat de piedestal observând panica crescândă din rândurile oamenilor, însă demonstranții nu s-au retras. Tancurile au înaintat începând să tragă asupra civililor prezenți în piață și în mod ironic asupra monumentului. De atunci "Piața Armata Roșie a XI-a" s-a denumit "Piața 20 Ianuarie".

## Represiunea în afara Capitalei
În următoarele zile, în județele Neftcala și Lankaran unde nu era instaurată starea de urgență au fost ucise încă 10 persoane ce erau activiști anticomuniști. În total în țară au fost uciși 137 de civili (dintre care 6 ruși, 3 tătari, 3 evrei), răniți 744, arestați 844, iar 321 persoane au fost date dispărute. Mai târziu, veștile despre cei dispăruți au venit din diferite închisori ale Uniunii Sovietice, iar soarta unora a fost tragică, corpurile lor fiind aruncate în Marea Caspică. Datorită ocupării orașului, răniții au fost transportați pe platformele metroului din Baku. Soldații sovietici au distrus și au jefuit peste 200 case și apartamente, 80 autovehicule, ambulanțe și mașini de pompieri. În rândul celor decedați se aflau femei, copii și bătrâni, chiar și angajați ai serviciului de ambulanță și de poliție. Vârsta morților au variat între 13-68 de ani. Invazia armatei sovietice intra în contradicție cu Constituția U.R.S.S.-ului (art. 119) și a R.S.S. Azerbaidjană (art.71). Fără a întâlni o opoziție serioasă, militarii sovietici ucideau în mod crud oamenii, folosind baionete împotriva civililor răniți și gloanțe, interzise pe plan internațional, cu calibru 5,45 mm de automat Kalașnikov cu centru de greutate eterogenă, care pe lângă o moarte sigură îi multiplica durerea victimei, treceau cu tancuri peste autovehicule cu pasageri, trăgeau în spitale, împiedicând personalul medical să adune răniții. De menționat că în 24 ianuarie un tanc a zdrobit o mașină în care se aflau 3 medici.

## Reacția funcționarilor comuniști
Prin tragedia din Baku, regimul sovietic și-a arătat încă o dată caracterul său antipopular atunci când armata statului a fost folosită împotriva propriilor lor cetățeni.
În dimineața zilei de 20 ianuarie 1990, populația decimată a orașului ocupat a ascultat la radio declarația despre starea de urgență declarată de M. Gorbaciov, la peste 7 ore după ce fusese declanșată acțiunea. Stațiile radio din diferite țări au difuzat această informație, în timp ce Moscova încerca să ascundă intervenția numind-o "operațiune împotriva extremiștilor".
Pe 21 ianuarie 1990:
- La ora locală 1:40, temându-se de furia poporului, pentru a-și asigura securitatea personală, primul secretar al Partidului Comunist din Azerbaidjan, Abdurrahman Vazirov a fugit la Moscova într-un avion militar.
- “Azerii niciodată nu vor uita moartea tragică a fiilor și fiicelor lor", a declarat Elmira Qafarova, președinta Consiliului Suprem al R.S.S. Azerbaidjană când a preluat puterea.
- În aceeași zi, lângă reprezentanța permanentă a R.S.S. Azerbaidjană la Moscova, s-a desfășurat demonstrația azerilor, care cu steagurile negre au trecut prin bulevardele orașului spre Comitetul Central al P.C.U.S. pentru a înmâna o scrisoare de protest.
- Fostul lider al Azerbaidjanului, Heydar Aliyev, membru al Politbiroului C.C. al P.C.U.S., vice-președintele Sovietului de Miniștri al U.R.S.S. în demisie, venind în reprezentanța la Moscova, a organizat o conferință de presă unde a condamnat intervenția antiumană a armatei sovietice.

În 22 ianuarie 1990:
- Heydar Aliyev fiind chemat de popor, a convocat o sesiune extraordinară a Sovietului Suprem al R.S.S. Azerbaidjană și a încercat să caracterizeze evenimentele din 20 ianuarie proclamând anumite acte cum ar fi "Despre anularea stării de urgență din orașul Baku".
- Parlamentul azer s-a adresat Sovietului Suprem al U.R.S.S., Sovietelor Supreme ale republicilor "aliate", parlamentelor tuturor țărilor din lume, O.N.U. și tuturor popoarelor din R.S.S. Azerbaidjană creând comisia de cercetare pentru analiza juridică a evenimentelor. Comitetul Central al P.C. Azerbaidjan l-a exclus pe Abdurrahman Vazirov din rândurile P.C.U.S. și a cerut arestarea lui pentru crimele provocate împotriva poporului azer.
- Prin participarea milioanelor de cetățeni adunați în piața Lenin, s-au desfășurat funeraliile publice ale martirilor în parcul S.Kirov, fostul conducător comunist al Azerbaidjanului în perioada stalinistă, ca urmare republica a intrat pentru 40 de zile în grevă în semn de doliu.
- Sirenele au sunat în semn de protest pe toate vasele flotei Caspicii din golful Baku, nefiind oprite decât în momentul abordării lor de către armata sovietică și arestarea personalului.
- Nici un demnitar de partid sau reprezentant al forțelor militare sovietice nu a îndrăznit să participe la ceremonie.

## Aprecierea organizației "Human Rights Watch"
În raportul "Ianuarie negru din Azerbaidjan" ("Black January in Azerbaijan") dat organizației "Human Rights Watch" se menționează: "Într-adevăr, în noaptea de 19-20 ianuarie rezistența azerilor a fost reprimată datorită disproporției de forțe, armata sovietică pricinuind mai mari violențe pentru realizarea unei pedepsirii colective. Așa cum oficialii sovietici declarau public, intervenția trupelor sovietice avea drept scop prevenirea înlăturării guvernului Republicii Azerbaidjan dominat de comuniști de către opoziția cu tendințe naționaliste, non-comunistă. Este posibil ca intenția represiunilor realizate la Baku, să fi fost un semn nu doar pentru naționaliștii din Azerbaidjan, ci și din alte republici ale Uniunii Sovietice... Datorită evenimentelor ulterioare din republicile baltice, se poate consemna un paralelism remarcabil cu evenimentele din Baku, prin justificarea intervenției violente a trupelor sovietice cu ocazia mișcărilor populare, confirmând faptul că guvernul sovietic a demonstrat că va fi intolerant cu mișcările naționale".

## Ignorarea comunității internaționale
Evenimentele au atras doar într-o mică măsură atenția statelor occidentale, care în momentul respectiv erau inspirate de programul de reformare, numit perestroika, al lui Mihail Gorbaciov și au susținut politica liderului comunist împotriva celor denumiți de el „extremiști”.
The Wall Street Journal în editorialul său scria(4 ianuarie 1995): "Aceasta era tocmai provocarea domnului Gorbaciov care, în ianuarie 1990, a argumentat folosirea din partea sa a violenței împotriva Azerbaidjanului care căuta calea independenței, prin faptul că populația acestei republici, foste sovietice, era reprezentată de niște brigăzi de huligani greu înarmați și comercianți de narcotice ce destabilizau țara și probabil primeau sprijin din partea guvernelor străine". Dar, fiecare folosire a forței dădea naștere și la antiforță, Azerbaidjanul fiind una din primele cărămizi căzute din zidul imperiului. În 1991, Azerbaidjanul și-a câștigat independența.
După 5 ani, într-un discurs al său de la Istanbul, Mihail Gorbaciov a mărturisit: „Proclamarea stării de urgență la Baku și trimiterea armatei în oraș a fost o mare greșeală din viața mea politică...”.
În fiecare an, în ziua de 20 ianuarie, peste un milion de cetățeni vizitează Aleea Martirilor,  unde sunt înmormântați eroii celei mai mari și sângeroase mișcări pentru independență din fosta Uniune Sovietică.